# Петраковка (Черкасская область)
Петрако́вка (укр. Петраківка) — село в Катеринопольском районе Черкасской области Украины.
Население по переписи 2001 года составляло 858 человек. Почтовый индекс — 20531. Телефонный код — 4742.

## Местный совет
20531, Черкасская обл., Катеринопольский р-н, c. Петраковка, ул. 1 Мая, 6